# Берлускони, Пьер Сильвио
Пьер Сильвио Берлускони (итал. Pier Silvio Berlusconi; род. 28 апреля 1969, Милан) — итальянский предприниматель.

## Биография
Родился 28 апреля 1969 года в Милане, второй из пятерых детей Сильвио Берлускони, сын от его первой жены — Карлы Эльвиры Лучии Далль’Ольо (Carla Elvira Lucia Dall’Oglio), младший брат Марины Берлускони. Изучал философию в Миланском университете, но не окончил его. В 1990 году от связи с моделью Эмануэлой Муссида родилась дочь — Лукреция Виттория. В тот же период начал работать в одной из компаний холдинга Mediaset — компании Publitalia, занимаясь в ней маркетингом. В 1996 году занялся координацией сетки вещания всех подразделений Mediaset, в 1999 году назначен заместителем генерального директора по контенту компании RTI. С 2000 года — вице-президент Mediaset, с 2015 года — член совета директоров. В 2002 году вступил в отношения с телеведущей Сильвией Тоффанин, в 2010 году у них родился сын Лоренцо Маттиа, в 2015 году — дочь София Валентина. В 2016 году Mediaset начал переговоры с французским концерном Vivendi об объединении активов, но проект завершился неудачей и последующим конфликтом, в ходе которого Mediaset был реорганизован в MediaForEurope (MFE) путём объединения Mediaset Italia и Mediaset España с юридическим адресом в Нидерландах. Пьер Сильвио Берлускони оказался в числе подследственных по делу компании Mediatrade-Rti — его подозревали в налоговых нарушениях, но он не был осуждён. К моменту смерти своего отца Пьер Сильвио владел 7,65 % акций группы Fininvest. Член советов директоров нескольких компаний: Gestevision Telecinco SpA, Medusa Film SpA, Arnoldo Mondadori Editore SpA и Publitalia '80 SpA.
6 июля 2023 года после смерти Сильвио Берлускони было оглашено его завещание, согласно которому старшие дети — Марина и Пьер Сильвио получили в равных долях 53 % акций Fininvest.